# 세계의 끝 (영화)
《세계의 끝》(프랑스어: Finis Terræ)은 1929년에 개봉한 프랑스의 무성 드라마 영화이다. 장 엡스탱이 감독을 맡았다. 영화 제목은 영화의 배경이 된 피니스테르주의 라틴어 이름이자 "지구의 끝"을 의미하는 단어인 '피니스 테라에'(Finis Terræ)에서 따온 이름이다.
브르타뉴 해안에서 해초를 캐는 작은 무리의 남자들과 그들 가운데 1명이 감염된 엄지손가락에 감염되었을 때 발생하는 문제들을 중심으로 전개된다. 이 영화는 다큐멘터리와 같은 스타일에 맞춰 촬영되었으며 현지 비배우와 손바닥 크기의 카메라워크가 자주 등장한다. 엡스탱은 또한 해당 영화에 슬로 모션 장면을 삽입했다.

## 줄거리
브르타뉴 해안의 바네크섬에는 4명의 어부가 해초를 수확하기 위해 3개월 동안 캠프를 설치했다. 제대로 가공하면 해초의 재가 비싼 값에 팔릴 수 있었기 때문에 섬에서 몇 개의 큰 더미로 태워졌다.
가장 어린 어부인 암브루아즈와 장마리는 암브루아즈가 장마리의 유일한 와인을 떨어뜨리자 싸움을 시작한다. 암브루아즈는 유리 조각에 엄지손가락을 베었다. 말다툼이 끝난 후, 장마리는 그의 칼을 찾을 수 없었고 암브루아즈가 칼을 훔쳤다고 믿는다. 다음 날 암브로이즈는 일터에서 힘이 빠지기 시작한다. 그는 엄지손가락이 감염되어 부풀어 오른 것을 발견한다. 그는 다른 사람들에게 그것에 대해 말하지 않았다. 대신 그가 상처를 숨기려고 하는 것은 그들이 그를 게으름과 미성숙한 행동으로 비난하게 만든다. 뜨거운 밤이 지나고 암브로아즈는 의사를 만나러 몰래 빠져나와 우샹섬으로 항해하기로 결심하지만 바람이 약하고 물살이 세서 항해에 실패한다. 캠프로 돌아오는 길에 암브루아즈는 해변에 쓰러진다.
우샹섬에서는 사람들은 오직 하나의 연기 기둥만이 바네크섬에서 나온다고 우려한다. 불안한 어부들의 아내, 부모, 과부들이 섬 의사에게 가서 섬나라로 가자고 요청하는데 조수가 허락하는 대로 그렇게 하겠다고 약속한다. 그러는 동안 바네크섬의 다른 사람들은 해변에서 암브루아즈를 발견하고 그를 진지로 데려간다. 장마리는 갑자기 그의 칼을 발견하고 그가 암브루아즈아를 부당하게 판단했다는 것을 깨닫는다. 그는 다른 사람들에게 암브루아즈를 우샹섬으로 데려오라고 설득하려 하지만 바람 없이는 불가능하다는 말을 듣는다. 그리고 나서 장 마리는 암브루아즈를 보트로 옮긴다. 암브루아즈는 보트와 함께 고군분투하며 암브루아즈를 의사에게 데려가기 위해 길을 떠난다. 동시에 의사는 자원봉사자들을 모집하고 바네크섬에 도착하기 위해 출발한다. 짙은 안개가 나타나고 두 배 모두 아무것도 보기가 힘들다. 결국 그들이 서로 가까이 지나갈 때 장마리는 의사의 배를 보고 그것을 부른다. 의사가 부름을 듣는다. 그는 장마리의 보트에 올라타고 재빨리 암브루아즈의 엄지손가락을 잡아당긴다.
암브루아즈는 우샹섬의 해안가로 옮겨져 잠들어 버린다. 장마리는 그를 찾아가서 돌본다. 지친 의사는 섬 반대편에 있는 아픈 남자에 대한 메시지를 받고 출발한다.

## 촬영
장 엡스탱은 《세계의 끝》이 제작되기 전에 브르타뉴 지방의 섬을 발견했고 즉시 환경과 어부 지역 사회에 매료되었다. 이 영화는 소시에테 제네랄 드 필름에 의해 제작되었다. 이 영화는 바네크섬과 우샹트섬에서 촬영되었으며 현지 비배우들이 출연했다. 이 영화는 실제 사건에 기초하고 있을 것으로 추정된다.

## 같이 보기
- 프랑스 영화
- 에스노픽션